# Bacco (Leonardo)

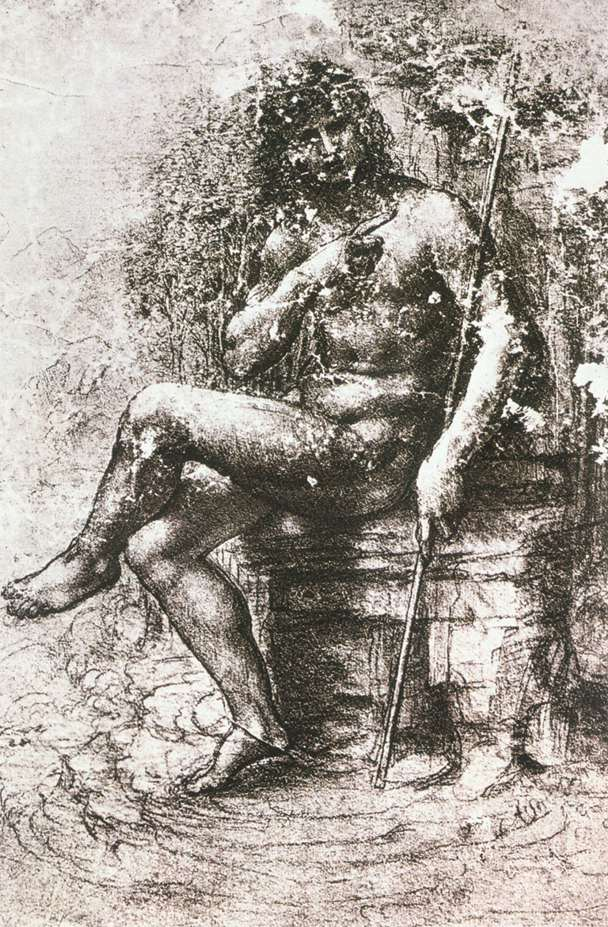
Lo studio già a Varese

Il Bacco su un precedente san Giovanni Battista è un dipinto a olio su tavola trasportato su tela (177 × 115 cm) attribuito a Leonardo da Vinci e bottega, databile al 1510-1515 e conservato nel Museo del Louvre a Parigi.

## Storia
Il Bacco è un dipinto problematico nel catalogo di Leonardo. L'opera doveva esser nata come San Giovanni Battista nel deserto (col tipico gesto di indicare la croce in quanto precursore di Cristo), ma in un momento imprecisato, alla corte francese, venne trasformato in Bacco, forse assecondando alcune novità leonardesche rispetto all'iconografia tradizionale. Per chiarire il soggetto mitologico nella seconda metà del Seicento vennero aggiunte delle foglie di vite, un tirso e forse la pelle di pantera al posto della pelliccia in pelo di cammello tipica del santo eremita. Prima del 1695, nei cataloghi reali, il dipinto veniva ancora indicato come St. Jean au desert, per poi cambiare nome in Bacchus dans un paysage.
L'autografia del dipinto è sempre stata oggetto di valutazioni contrastanti: sono stati fatti i nomi di vari allievi e seguaci per la stesura pittorica (Bernardino Bernazzano, Cesare da Sesto, Francesco Melzi), ma l'ideazione della composizione e la particolare resa cromatica e chiaroscurale è oggi attribuita prevalentemente a Leonardo stesso. Anche l'originalità e l'ambiguo languore con cui è tratto il tema hanno infine convinto alcuni studiosi, tra cui Carlo Pedretti, a riconoscere l'autografia vinciana, seppure con aiuti.
Esiste anche un disegno a sanguigna di un San Giovanni in una postura simile, attribuito da Charles de Tolnay a Leonardo, che risalirebbe al 1510-1515: già conservato nel Museo del Sacro Monte di Varese, fu rubato nel 1974.
Il dipinto è stato restauranto nel 2017-2019, al termine del quale è stata rivelata una cromia più brillante. Gli storici dell'arte del museo hanno poi aggiornato la didascalia riferendo il dipinto alla bottega di Leonardo, con attribuzione a Francesco Melzi.

## Descrizione e stile
Il protagonista è un giovane uomo seminudo che, con le gambe accavallate, coperto da un perizoma di pelliccia che gli avvolge anche il gomito destro, sta seduto su una roccia con alle spalle un promontorio colmo di alberi nodosi sulla sommità e un cervo (richiamo alla sua nascita). Tiene col braccio sinistro un bastone nodoso (tirso) e con la mano destra lo indica, mentre rivolge allo spettatore un intenso sguardo diretto. La posa articolata e complessa, con l'energia innovativa della composizione, dimostra l'ideazione del da Vinci in una fase matura.